# Van den Clooster
Van den Clooster is een Drents adellijk geslacht.

## Oorsprong

Stamwapen Van den Clooster

De naam van het geslacht is ontleend aan het Huis ten Clooster bij Coevorden. Huis ten Clooster was eigendom van de graven van Bentheim. Otto III, graaf van Bentheim (1240-1285) beleende op 31 oktober 1259 het huis ten Clooster (domum in Campen iuxta Covordiam = ten Clooster) aan ridder Hako Van Hardenberg, zoon van wijlen Stephanus de Hardenberg. In 1328 verkochten graaf Johan II van Bentheim (ca. 1280 - 1333) en zijn vrouw Mechteld Lippe Huis ten Clooster aan de bisschop van Utrecht, Jan van Diest. Ten Clooster was en bleef een leenbezit van de kleinzoon van Hako van Hardenberg, Egbert Hake van den Rutenborg. Uit een oorkonde uit 1354 weten we dat Steven van den Rutenborg de leenheer was van Johan van den Clooster. Deze Johan gebruikt in 1341 als eerste de naam ' Van den Clooster' en is de stamvader van het geslacht 'Van den Clooster'. Het stamwapen herinnert aan het wapen van Bentheim.

## Het lot van huis ten Clooster
In de lijst van leenmannen van het Sticht, opgesteld tussen september 1381 en januari 1383 komt Van den Rutenborg voor als leenman van het Sticht.. In de lijst met bezittingen wordt 'dat goet ten Cloester' genoemd. Steven van den Clooster (ca. 1330-1368), de tweede zoon van stamvader Johan van den Clooster, kreeg het huis ten Clooster na diens dood in leenbezit. Via vererving kwam huis ten Clooster al snel in bezit van het geslacht Hundeborch en later in bezit van het geslacht Van den Camp. Toen het huis in 1672 werd beschadigd, werd het niet meer hersteld en afgebroken. Huis ten Clooster heeft nooit de status van havezate gehad.

## Het geslacht Van den Clooster

### Eerste generatie
Johan van den Clooster (ca. 1305-ca. 1366) was getrouwd met ene Agnes. Vrijwel zeker was Johan getrouwd met een dochter van Steven van den Rutenborg, deze had een dochter Agnes. Er zijn ook wel vermoedens geuit dat Johan van den Clooster afstamt van een bastaardzoon van Graaf Boudewijn I van Bentheim (Nicolaes Boudekinus) vanwege de overeenkomsten tussen het familiewapen met die van de graven van Bentheim. Mogelijkerwijs heeft Agnes van Rutenborg hem het huis ten Clooster aangebracht in leenroerigheid middels hun huwelijk (in 1341?). Stamvader Johan van den Clooster en Agnes krijgen drie zonen: Reinold, Steven en Boldewijn. Boldewijn (ca. 1332- ca. 1374) sterft kinderloos. Op 27 juli 1378 is Boldewijn van den Clooster borg bij het huwelijk van Johan Mensinghe van Haren en Jutte van den Rutenberg, dochter van Egbert Hake van den Rutenberghe en zijn achternicht.

### Tweede generatie
Reinold van den Clooster (ca. 1328-1364/1380), de oudste zoon van stamvader Johan van den Clooster, zet de stamreeks voort. Hij heeft onder meer het bezit van omvangrijke allodia rond de Havehorst, aanvankelijk een huis met onderhorig landbezit; later bekend als Havixhorst, met status van havezate. Dat bezit is hem zeker niet via zijn vader toegekomen, maar vermoedelijk door zijn huwelijk. Havixhorst wordt voor het eerst vermeld in 1371. Reinold is ruim vóór 1371 getrouwd met Margarethe (van Ansen) en heeft twee zoons en een dochter: Johan, Cyse en Agnes. Cyse overlijdt op jeugdige leeftijd (1376).
Agnes trouwt met Herman van Voorst.

### Derde generatie
Johan van den Clooster (ca. 1354-1426) zette als enige het geslacht Van den Clooster voort. In 1385 werd uit een eerste huwelijk de oudste zoon Reinold van den Clooster geboren. Hij trouwde later een tweede maal met Mechtelt van Oostenwolde en kreeg bij haar Cyse (1394- ?), Johan (1397-1471) en Roelof (overlijdt 1487). Cyse trouwt met Lutgert. Johan en Mechtelt laten een forse hoeveelheid bezittingen na.

### Vierde generatie
- Reinold van den Clooster (1385-1464)krijgt als oudste zoon het bezit van Havixhorst en is de hoofdtelg van deze generatie. Hij is de leenman van de heren van Ruinen. Uit 1461 is een document bekend met door hem na te laten en door zijn vrouw ( N. van Voorst) reeds nagelaten allodiale bezittingen, waaronder Havehorst, Ansen, Vleddering en tienden over Meppeler marke. Deze worden verdeeld onder zijn zes zonen: Johan, Roelof, Steven, Cyse, Boldewijn, Harmen. Hij had ook nog een dochter Arnolda van den Clooster die getrouwd was met Herman Hagen. Steven, Cyse en Boldewijn zetten het geslacht niet voort.
- Johan van den Clooster ('johanszoon') (1397-1471) was de jongere broer van Reinold.
- Roelof ('johanszoon') trouwt Fye Polman en bleef kinderloos. Zijn weduwe verkocht in 1478 haar deel van het allodiale goed Rheebruggen aan haar neef Roelof ('reinoldszoon') Van den Clooster.

### Vijfde generatie

#### De staak Van den Clooster tot de Havixhorst
- Johan van den Clooster (' reinoldszoon') (1415-1490) was de hoofdtelg van het geslacht. Hij had het bezit van de Havixhorst. Hij stierf in 1490 en de allodiale bezittingen van de Van Oostenwolde's kwamen in 1491 eerst bij zijn broer Roelof die ze meteen overdroeg aan zijn jongste broer Herman.

#### De staak Van den Clooster tot Rheebruggen
- Roelof van den Clooster ('reinoldszoon') was de stamvader van de staak Van den Clooster tot Rheebruggen. Rheebruggen was reeds in het bezit van zijn grootvader Johan van den Clooster en verdeeld onder diens nazaten. In 1468-1478 kocht Roelof het bezit van de nazaten en bouwde hij de havezate Rheebruggen.

#### De staak Van den Clooster tot Vleddering
- Herman van de Clooster (1435-1495) is de zevende zoon van Reinold van den Clooster en N. van Voorst. Hij trouwt Lyse de Vos van Steenwijk. Zij was de dochter van Johan de Vos van Steenwijck tot Batinge en Beerte van Echten. In 1466 koopt hij het huis en het hof Vledderinge van Hendrik Mulert (tot de Marsch), schout te Hasselt, en zijn vrouw Bole (Boelmans). Zijn tweede zoon noemt zich als eerste Herman ('hermanszoon') van den Clooster tot Vleddering.